# Grallaria rufula
Grallaria rufula е вид птица от семейство Grallariidae.

## Разпространение
Видът е разпространен в Боливия, Венецуела, Еквадор, Колумбия и Перу.